# Avenida Huambalí
Avenida Huambalí es una arteria vial de la ciudad de Chillán, Chile. Está ubicada en el sector sur de la ciudad y debe su nombre al pueblo de Huambalí, una localidad fundada por indígenas en 1670, a un costado de la ciudad de Chillán.

## Historia
A fines de 1670, el Gobernador del Reino de Chile Juan Henríquez de Villalobos, obligó a un grupo de indígenas del Río Imperial a establecerse en las cercanías de Chillán, a un costado del río homónimo, en lo que hoy corresponde al actual puente El Saque, como medida para debilitar a las fuerzas del sur, en el contexto de Guerra de Arauco. Dicho lugar, contaba con doscientas ochenta familias y fue bautizado por los mismos indígenas como pueblo de Huambalí, en recuerdo al sector de donde provenían. En 1770 ocurre una masacre en Huambalí, producto de la desconfianza que existía en Chillán en contra de nuevos indígenas que llegaron a residir al poblado.
La avenida en sí misma, nace y se constituye como una ruta que conectaba a la ciudad de Chillán, posterior al Terremoto de Concepción de 1835, con las Termas de Chillán, a través del poblado de Huambalí, y contemplaba las actuales avenidas Huambalí, Avenida Alonso de Ercilla, Barros Arana y Río Viejo.
A fines de 2021 se realiza un proyecto de ampliación de la vía en toda su extensión, lo que significó la expropiación de más de un centenar de propiedades, tanto en la intersección con la Avenida Collín, como también en la Población El Roble. Su realización contempla una continuidad de la avenida por la calle 5 de abril.